# Ryan Tedder
Ryan Benjamin Tedder (Tulsa, Oklahoma, 26 de juny del 1979) és un cantant, compositor i productor estatunidenc, líder de la banda OneRepublic. La seva carrera en la faceta de compositor i productor musical és una de les més cotitzades del panorama pop mundial, arribant a fer-li guanyador del premi Grammy al millor àlbum de l'anyper la producció i composició del disc "21" d'Adele, premi al qual ha estat cinc vegades nominat.
En 2014, als seus 34 anys fou nomenat nou "Rei Del Pop" per la revista musical Billboard.

## Discografia

### Amb OneRepublic
- Dreaming Out Loud (2007)
- Waking Up (2009)
- Native (2013)